# Kurvitsa (jezioro)
Kurvitsa (est. Kurvitsa järv) – jezioro w Estonii, w prowincji Põlvamaa, w gminie Kanepi. Położone jest na północ od wsi Jõgehara. Ma powierzchnię 1,8 ha, linię brzegową o długości 1104 m. Sąsiaduje z jeziorami Kõvvõrjärv, Mudsina, Kooraste Linajärv, Kanepi Palojärv. Przepływa przez nie rzeka Kokõ.